# Odprto prvenstvo ZDA 2012
Odprto prvenstvo ZDA 2012 je teniški turnir za Grand Slam, ki je med 27. avgustom in 10. septembrom 2012 potekal v New Yorku.

## Moški posamično
Andy Murray :  Novak Đoković, 7–6(12–10), 7–5, 2–6, 3–6, 6–2

## Ženske posamično
Serena Williams :  Viktorija Azarenka, 6–2, 2–6, 7–5

## Moške dvojice
Bob Bryan /  Mike Bryan :  Leander Paes /  Radek Štěpánek, 6–3, 6–4

## Ženske dvojice
Sara Errani /  Roberta Vinci :  Andrea Hlaváčková /  Lucie Hradecká, 6–4, 6–2

## Mešane dvojice
Jekaterina Makarova /  Bruno Soares :  Květa Peschke /  Marcin Matkowski, 6–7(8–10), 6–1, [12–10]